# Pericallis murrayi
Pericallis murrayi là một loài thực vật có hoa trong họ Cúc. Loài này được (Bornm.) B.Nord. mô tả khoa học đầu tiên năm 1978.